# شهرستان کینگ (تگزاس)
شهرستان کینگ، تگزاس (به انگلیسی: King County, Texas) یک سکونتگاه مسکونی در ایالات متحده آمریکا است که در تگزاس واقع شده‌است.

## خصوصیات
شهرستان کینگ ۲٬۳۶۴٫۶۷ کیلومترمربع مساحت دارد.